# Архангельськ (Пачелмський район)
Арха́нгельськ (рос. Архангельск) — село у складі Пачелмського району Пензенської області, Росія.
Населення — 194 особи (2010; 248 у 2002).
Національний склад станом на 2002 рік:
- росіяни — 98 %